# Igreja de São João da Praça

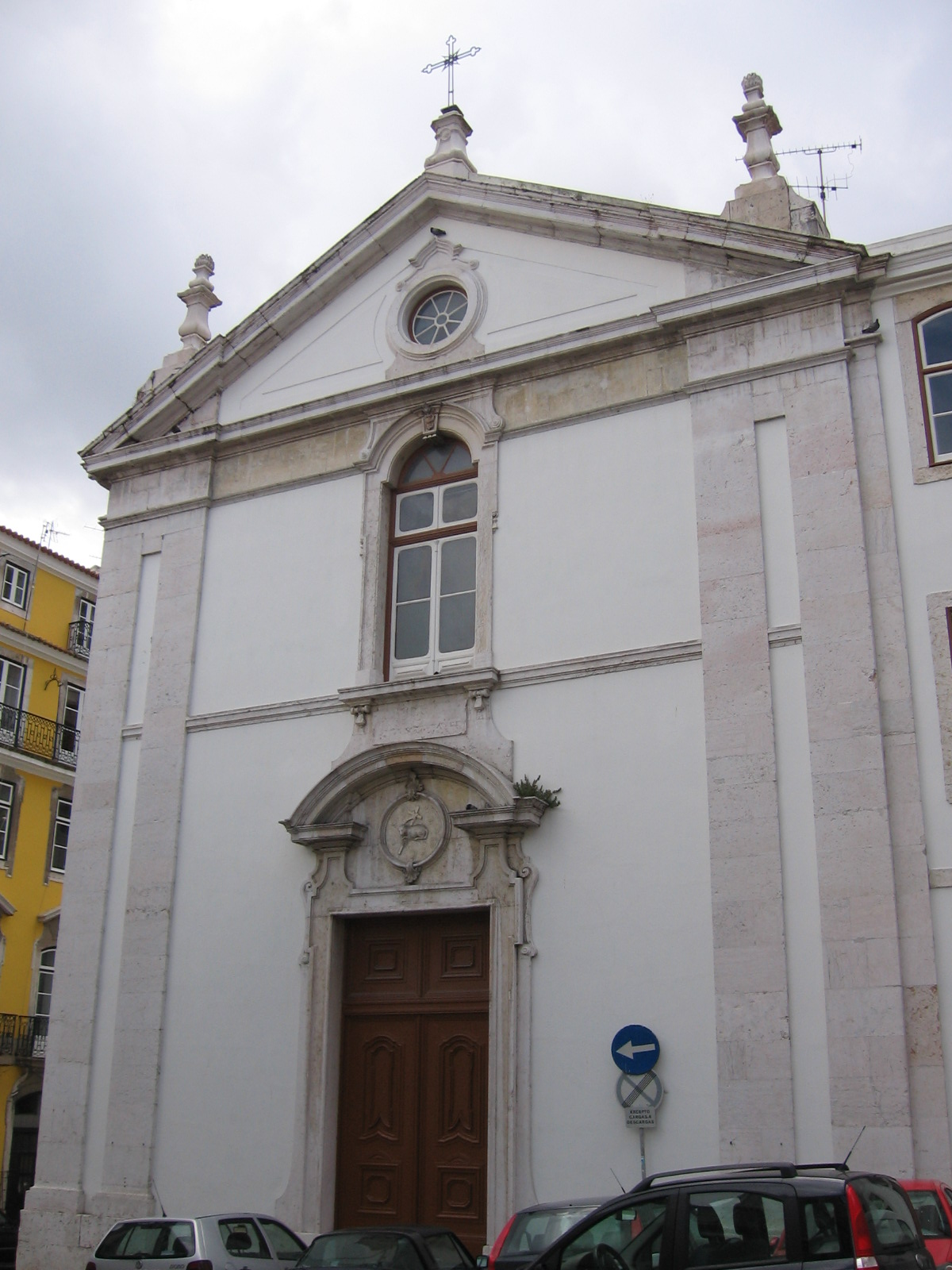
Fachada da igreja de São João da Praça

A Igreja de São João da Praça situa-se na rua do mesmo nome, na freguesia de Santa Maria Maior, anteriormente na freguesia extinta de São João da Praça na Sé, em Lisboa.
Graças aos registos de propriedade anteriores ao Terramoto de 1755 sabemos que a Igreja possuía três passadiços que a ligavam a três palácios em seu redor, permitindo que os residentes se deslocassem à igreja sem haver necessidade de sair à rua.
Esta igreja foi reedificada em 1789 durante o reinado de D. Maria I.

## Diversos
- Foi nesta igreja que o artista José Rodrigues foi baptizado em 1828.
- Segundo a tradição, neste mesmo local existiria anteriormente uma ermida dedicada a São João Degolado que foi destruída durante o terramoto de 1755.
- Teve o seu padroado o Marquês de Angeja, José Xavier de Albuquerque Moniz e Sousa.

## Galeria
- Altar-mor
- Coro alto
- Capelas laterais
- Capelas laterais